# Vango Romano
Vango Romano è un personaggio letterario, protagonista di una serie di due romanzi per ragazzi scritti da Timothée de Fombelle e ambientati all'inizio del Novecento. I libri sono intitolati Vango, tra cielo e terra e Vango, un principe senza regno.

## Storia
Anche se i libri non presentano l'accaduto in ordine cronologico, qui si trova una sorta di raggruppamento dei fatti precedenti il primo volume.
- 1915: nascita di Vango su una piccola barca in mezzo al Mediterraneo
- 1917: Rivoluzione russa
- 1918: Vango arriva alle isole Eolie con Mademoiselle
- 1925: Vango scopre il monastero invisibile di Zefiro
- 1929: Dopo aver lasciato le Eolie, Vango avrà il suo primo incontro con Ethel
- 1934: Vango sta per essere nominato prete a Notre-Dame

All'inizio del primo volume, Vango Romano sta per essere nominato prete a Notre-Dame, a Parigi, quando qualcuno comincia a sparargli addosso. Egli quindi, per sfuggire ai colpi, si arrampica sulla facciata della chiesa e riesce a salvarsi. In seguito, per Vango, incomincerà una vita di continue fughe alla ricerca della verità sulla sua famiglia e dell'uomo che ha ucciso i suoi genitori.

### Origini
Come si scoprirà nei primi capitoli della terza parte del secondo libro, Vango è il figlio di Georgij Aleksandrovič Romanov (zarevic di Russia e fratello di Mikhail Aleksandrovič Romanov).